# Nokia E7
El Nokia E7-00, también conocido como Nokia E7, es un teléfono inteligente QWERTY orientado a los negocios de Nokia Eseries. Fue anunciado en el Nokia World en septiembre de 2010 junto con el Nokia C6-01 y Nokia C7 y comenzó a venderse en febrero de 2011. Es el segundo teléfono después del Nokia N8 que ejecutó el sistema operativo móvil Symbian^3.